# Valea Argovei (gmina)
Valea Argovei – gmina w Rumunii, w okręgu Călărași. Obejmuje miejscowości Lunca, Ostrovu, Siliștea, Valea Argovei i Vlădiceasca. W 2011 roku liczyła 2637 mieszkańców. 